# Marco D'Alessandro
Marco D'Alessandro (Roma, 17 febbraio 1991) è un calciatore italiano, centrocampista del Catanzaro.

## Caratteristiche tecniche
È un esterno d’attacco in grado di giocare sia nel 4-4-2, che nel 4-3-3 o 4-2-3-1. A discapito delle qualità realizzative si dimostra molto abile nel dribbling e nel crossare un gran numero di palloni dal fondo.

## Carriera

### Club

#### Gli inizi
Cresciuto nel vivaio della Lazio prima, e in quello della Roma poi, esordisce in Serie A il 21 marzo 2009, a 18 anni, sostituendo Jérémy Ménez all'82' della partita contro la Juventus persa per 4-1. Nel finale di stagione viene regolarmente convocato dal tecnico Spalletti e ottiene altre due presenze in campionato contro Fiorentina e Torino.

#### Grosseto
Il 28 luglio 2009 passa in prestito al Grosseto in Serie B, con diritto di riscatto e controriscatto. Sigla la sua prima rete da professionista il 24 ottobre 2009 nella gara pareggiata per 2-2 contro il Cesena; contribuisce all'ottima stagione del Grosseto, che si classifica settimo, con 29 presenze in campionato.

#### I prestiti a Bari e Livorno
Il 15 luglio 2010 passa al Bari con la formula del prestito con diritto di riscatto della metà del cartellino, esordendo nella partita giocata contro il Cagliari il 19 settembre 2010. Realizza il suo primo gol con il Bari il 1º dicembre, nella partita di Coppa Italia vinta per 4-1 contro il Livorno al San Nicola.
Il 31 gennaio 2011 passa al Livorno in Serie B, con la formula del prestito con diritto di riscatto per la metà. Il 12 febbraio esordisce con la maglia amaranto nella partita di campionato contro il Portogruaro (0-2) subentrando ad Ahmed Barusso al 45'. A fine stagione totalizza 13 presenze in campionato.

#### Verona
Dopo aver fatto rientro alla Roma, il 12 agosto 2011 il giocatore viene nuovamente ceduto in prestito con diritto di riscatto al Verona, neopromosso in Serie B. Esordisce con il Verona il 20 agosto, nella partita del terzo turno di Coppa Italia vinta ai rigori contro il Sassuolo (3-3 nei 90 minuti regolamentari), nella quale realizza un gol nel secondo tempo, appena dopo il suo ingresso. Il 26 agosto fa il suo esordio in campionato entrando al 46' della partita contro il Pescara. Il 16 settembre realizza il primo gol in campionato nella partita interna contro il Padova, terminata 2-2.

#### Cesena
Il 9 luglio 2012 passa al Cesena con la formula del prestito con diritto di riscatto. Segna il suo primo gol con i bianconeri, nella gara di Coppa Italia contro il Crotone, partita vinta dal Cesena per 3 a 2. Conclude la prima stagione con 34 presenze e 3 gol stagionali.
L'8 luglio 2013 viene confermato il prestito al Cesena anche per la stagione 2013-2014, stavolta con diritto di riscatto della compartecipazione. Al termine della seconda stagione raccoglie 44 presenze stagionali e tre reti.

#### Atalanta e prestiti

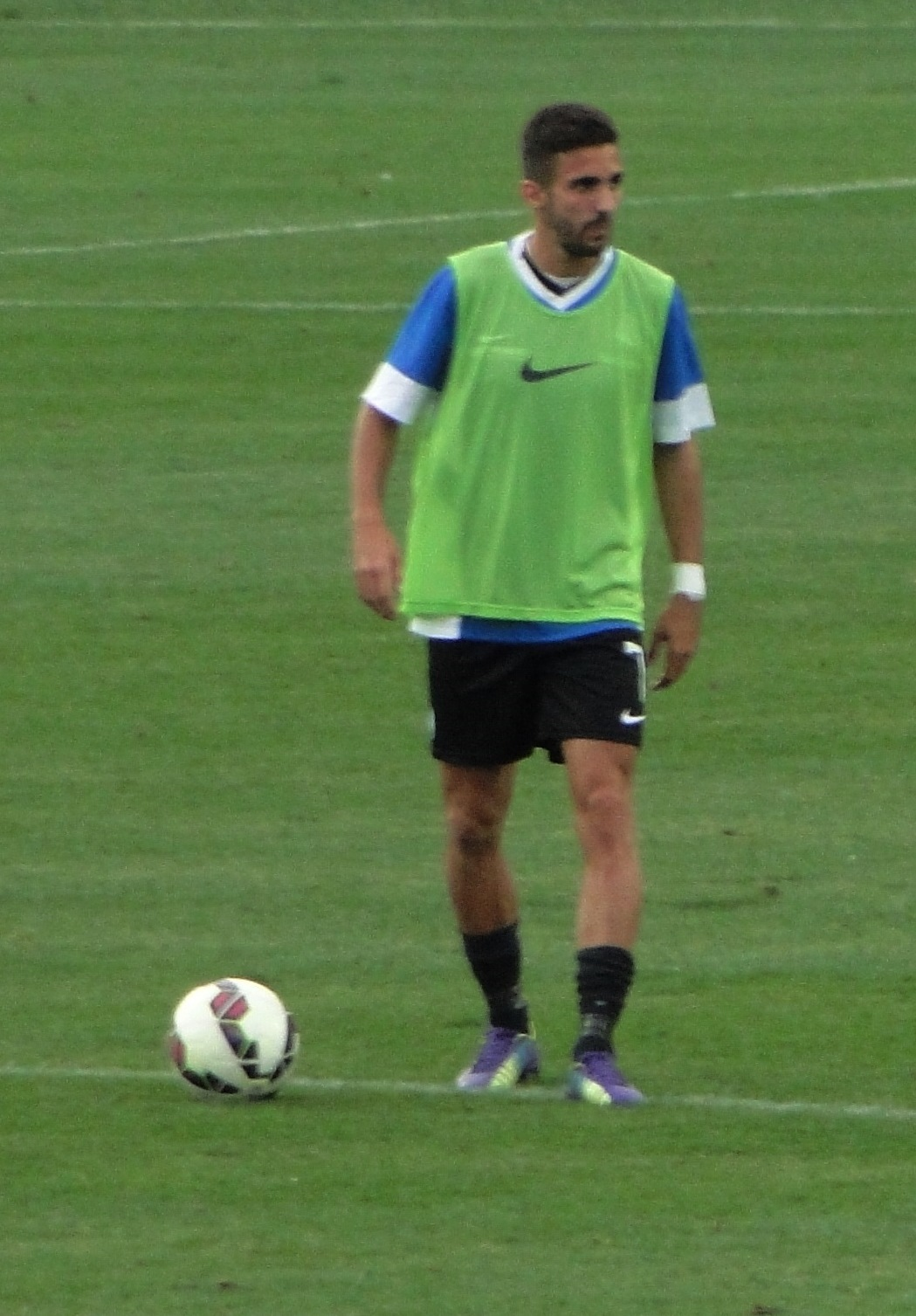
D'Alessandro in allenamento con la maglia dell'Atalanta.

Il 2 luglio 2014 viene ceduto all'Atalanta per 3 milioni di euro a titolo definitivo; fa il suo esordio in neroazzurro il 14 settembre 2014 giocando da titolare nel match contro il Cagliari vinto 2-1. Segna la sua prima rete in carriera in Serie A il 6 gennaio 2016 nella sconfitta per 2-1 sul campo dell'Udinese, accorciando le distanze nel finale di partita.
Il 18 luglio 2017 viene ceduto in prestito al Benevento, neopromosso in Serie A, con obbligo di riscatto in caso di salvezza del club sannita. Segna il suo primo ed unico gol stagionale allo stadio Ciro Vigorito, nella settima di campionato, durante la sconfitta casalinga per 1-2 contro l'Inter.
Viene ceduto all’Udinese durante l'ultimo giorno di mercato estivo incluso nello scambio con Ali Adnan sulla base di un prestito con diritto di riscatto in favore dei bianconeri.

#### SPAL
Nell'estate del 2019 l'Atalanta lo gira alla SPAL in prestito con obbligo di riscatto in caso di salvezza degli emiliani. Il 26 luglio 2020 segna il primo gol con gli estensi in occasione del pareggio casalingo con il Torino (1-1).

#### Monza e prestito al Pisa
Il 27 gennaio 2021 viene acquistato a titolo definitivo dal Monza con cui firma un contratto biennale. La sua prima marcatura arriva il 9 febbraio, contribuendo al successo dei brianzoli in casa del L.R. Vicenza. Conclude la stagione con 3 gol in 30 presenze, tutte in Serie B. La successiva stagione colleziona solamente 11 presenze.
Il 7 agosto 2023 passa in prestito al Pisa.Il 1ºaprile 2024 segna la sua prima rete con i toscani, nel successo per 4-3 contro il Palermo.

#### Catanzaro
Il 30 agosto 2024 viene ceduto a titolo definitivo al Catanzaro.

### Nazionale
Il 17 novembre 2010 esordisce con l'Under-21 nella partita amichevole contro la Turchia (2-1) disputata a Fermo.
Il 23 maggio 2011 viene convocato dal C.T. Ciro Ferrara per il Torneo di Tolone, competizione riservata all'Under-21. Il 3 giugno 2011 esordisce al Torneo di Tolone nella partita Italia-Portogallo 1-1. Si tratta della sua prima presenza in competizioni ufficiali con la maglia dell'Under-21 dopo le 6 collezionate nel corso delle amichevoli internazionali. Il 20 giugno 2011 realizza il rigore decisivo in Italia-Messico; Finale 3º e 4º posto del Torneo di Tolone. La partita è terminata sul risultato di 6-5 dopo l'1-1 dei tempi regolamentari.

## Statistiche

### Presenze e reti nei club
Statistiche aggiornate al 25 maggio 2025.
| Stagione        | Squadra         | Campionato      | Campionato | Campionato | Coppe nazionali | Coppe nazionali | Coppe nazionali | Coppe continentali | Coppe continentali | Coppe continentali | Altre coppe | Altre coppe | Altre coppe | Totale | Totale |
| Stagione        | Squadra         | Comp            | Pres       | Reti       | Comp            | Pres            | Reti            | Comp               | Pres               | Reti               | Comp        | Pres        | Reti        | Pres   | Reti   |
| --------------- | --------------- | --------------- | ---------- | ---------- | --------------- | --------------- | --------------- | ------------------ | ------------------ | ------------------ | ----------- | ----------- | ----------- | ------ | ------ |
| 2008-2009       | Roma            | A               | 3          | 0          | CI              | 0               | 0               | UCL                | 0                  | 0                  | SI          | 0           | 0           | 3      | 0      |
| 2009-2010       | Grosseto        | B               | 29         | 1          | CI              | 1               | 0               | -                  | -                  | -                  | -           | -           | -           | 30     | 1      |
| 2010-gen. 2011  | Bari            | A               | 11         | 0          | CI              | 2               | 1               | -                  | -                  | -                  | -           | -           | -           | 13     | 1      |
| gen.-giu. 2011  | Livorno         | B               | 13         | 0          | CI              | -               | -               | -                  | -                  | -                  | -           | -           | -           | 13     | 0      |
| 2011-2012       | Verona          | B               | 27+1       | 1          | CI              | 2               | 2               | -                  | -                  | -                  | -           | -           | -           | 30     | 3      |
| 2012-2013       | Cesena          | B               | 32         | 2          | CI              | 2               | 1               | -                  | -                  | -                  | -           | -           | -           | 34     | 3      |
| 2013-2014       | Cesena          | B               | 39+3       | 3          | CI              | 2               | 0               | -                  | -                  | -                  | -           | -           | -           | 44     | 3      |
| Totale Cesena   | Totale Cesena   | Totale Cesena   | 71+3       | 5          |                 | 4               | 1               |                    | -                  | -                  |             | -           | -           | 78     | 6      |
| 2014-2015       | Atalanta        | A               | 25         | 0          | CI              | 2               | 0               | -                  | -                  | -                  | -           | -           | -           | 27     | 0      |
| 2015-2016       | Atalanta        | A               | 23         | 3          | CI              | 2               | 0               | -                  | -                  | -                  | -           | -           | -           | 25     | 3      |
| 2016-2017       | Atalanta        | A               | 23         | 1          | CI              | 3               | 0               | -                  | -                  | -                  | -           | -           | -           | 26     | 1      |
| 2017-2018       | Benevento       | A               | 16         | 1          | CI              | 1               | 0               | -                  | -                  | -                  | -           | -           | -           | 17     | 1      |
| ago. 2018       | Atalanta        | A               | -          | -          | CI              | -               | -               | UEL                | 1                  | 0                  | -           | -           | -           | 1      | 0      |
| Totale Atalanta | Totale Atalanta | Totale Atalanta | 71         | 4          |                 | 7               | 0               |                    | 1                  | 0                  |             | -           | -           | 79     | 4      |
| 2018-2019       | Udinese         | A               | 24         | 0          | CI              | 0               | 0               | -                  | -                  | -                  | -           | -           | -           | 24     | 0      |
| 2019-2020       | SPAL            | A               | 15         | 2          | CI              | 1               | 0               | -                  | -                  | -                  | -           | -           | -           | 16     | 2      |
| 2020-gen. 2021  | SPAL            | B               | 12         | 1          | CI              | 1               | 0               | -                  | -                  | -                  | -           | -           | -           | 13     | 1      |
| Totale SPAL     | Totale SPAL     | Totale SPAL     | 27         | 3          |                 | 2               | 0               |                    | -                  | -                  |             | -           | -           | 29     | 3      |
| gen.-giu. 2021  | Monza           | B               | 16+2       | 1+1        | CI              | -               | -               | -                  | -                  | -                  | -           | -           | -           | 18     | 2      |
| 2021-2022       | Monza           | B               | 31+4       | 2+1        | CI              | 1               | 0               | -                  | -                  | -                  | -           | -           | -           | 36     | 3      |
| 2022-2023       | Monza           | A               | 8          | 0          | CI              | 3               | 0               | -                  | -                  | -                  | -           | -           | -           | 11     | 0      |
| Totale Monza    | Totale Monza    | Totale Monza    | 55+6       | 3+2        |                 | 4               | 0               |                    | -                  | -                  |             | -           | -           | 65     | 5      |
| 2023-2024       | Pisa            | B               | 23         | 3          | CI              | 1               | 0               | -                  | -                  | -                  | -           | -           | -           | 24     | 3      |
| 2024-2025       | Catanzaro       | B               | 15+2       | 0          | CI              | 0               | 0               | -                  | -                  | -                  | -           | -           | -           | 17     | 0      |
| Totale carriera | Totale carriera | Totale carriera | 385+12     | 21+2       |                 | 24              | 4               |                    | 1                  | 0                  |             | 0           | 0           | 422    | 27     |